# Dusty Henricksen
Dusty Henricksen (Redlands, 2 febbraio 2003) è uno snowboarder statunitense, specializzato in slopestyle e big air.

## Biografia
Originario di Redlands e attivo in gare FIS dal dicembre 2016, Dusty Henricksen ha debuttato in Coppa del Mondo il 9 marzo 2019, giungendo 29º nello slopestyle a Mammoth Mountain. Nello stesso contesto, il 1⁰ febbraio dell'anno successivo,  ha ottenuto il suo primo podio, nonché la prima vittoria, nel massimo circuito.
In carriera ha mai preso parte a un'edizione dei Giochi olimpici invernali, e a una dei Campionati mondiali di snowboard.

## Palmarès

### Winter X Games
- 5 medaglie:
  - 2 ori (knuckle huck, slopestyle ad Aspen 2021)
  - 3 bronzi (knuckle huck ad Aspen 2022; knuckle huck ad Aspen 2023; knuckle huck ad Aspen 2025)

### Giochi olimpici giovanili
- 1 medaglia:
  - 1 oro (slopestyle a Losanna 2020)

### Coppa del Mondo
- Vincitore della Coppa del Mondo di slopestyle nel 2023
- Miglior piazzamento in classifica generale di freestyle: 12º nel 2021
- Miglior piazzamento nella Coppa del Mondo di big air: 36º nel 2020
- 4 podi:
  - 2 vittorie
  - 2 secondi posti

#### Coppa del Mondo - vittorie
| Data             | Luogo            | Paese       | Disciplina |
| ---------------- | ---------------- | ----------- | ---------- |
| 1º febbraio 2020 | Mammoth Mountain | Stati Uniti | SBS        |
| 4 febbraio 2023  | Mammoth Mountain | Stati Uniti | SBS        |

Legenda:

SBS = slopestyle